# Staraja Derevnja
Staraja Derevnja (in russo:Старая Деревня) è una stazione della Linea Frunzensko-Prmorskaya, la Linea 5 della Metropolitana di San Pietroburgo. È stata inaugurata il 14 gennaio 1999 e, a quel momento, faceva parte della Linea 4.